# جوناس هوقلند
جوناس هوقلند (بالسويدية: Jonas Höglund)‏ هو لاعب هوكي الجليد سويدي، ولد في 29 أغسطس 1972 في كارلستاد في السويد.

## وصلات خارجية
- جوناس هوقلند على موقع دوري الهوكي الوطني (الإنجليزية)
- جوناس هوقلند على موقع قاعة مشاهير الهوكي (لاعب أن.إتش.أل) (الإنجليزية)
- جوناس هوقلند على موقع EliteProspects.com (الإنجليزية)
- جوناس هوقلند على موقع Eurohockey.com (الإنجليزية)
- جوناس هوقلند على موقع HockeyDB.com (الإنجليزية)
- جوناس هوقلند على موقع Hockey-Reference.com (الإنجليزية)